# Abu Ayyub al-Muryani
Abu Ayyub al-Muryani († 770) fue el primer visir de al-Mansur, segundo califa abasí en 754-775.
Era originario de un pueblo de Muryan, en Juzistán (en el sudoeste del actual Irán); el nisba de su nombre árabe, al-Muryani, significa "de Muryan". Durante los últimos años de la dinastía omeya fue secretario en la administración califal, y pasó al servicio de al-Mansur poco después de la revolución de 749-750 que marcó el advenimiento de la dinastía abasí.
Abu Ayyub participó de la conjura urdida por al-Mansur para asesinar al poderoso caudillo jorasaní Abu Muslim, cuya popularidad y poder en Persia y zonas aledañas amenazaban la estabilidad de la recién establecida dinastía abasí.
Tras la fundación de Bagdad en 762, Abu Ayyub fue el encargado de adjudicar una cuarta parte de las tierras de la nueva capital. Él y su familia acumularon una inmensa fortuna, adquiriendo extensas propiedades en su Juzistán natal y en la región de Basora (al sur del actual Irak).
Cayó en desgracia en 770, al enfrentarse a Khalid ibn Barmak, un rival por el puesto de visir, quien fue apoyado por el chambelán Rabi ibn Yunus. Abu Ayyub fue acusado de corrupción y encarcelado junto a su hermano (también llamado Khalid); ambos murieron en prisión. Al año siguiente el califa hizo ejecutar a los hijos de su hermano Khalid.